# Limnophora conversa
Limnophora conversa är en tvåvingeart som beskrevs av Stein 1918. Limnophora conversa ingår i släktet Limnophora och familjen husflugor.
Artens utbredningsområde är Madagaskar. Inga underarter finns listade i Catalogue of Life.